# Belida latifrons
Belida latifrons là một loài ruồi trong họ Tachinidae.